# سوفی مک‌لین
سوفی مک‌لین (انگلیسی: Sophie McLean؛ زادهٔ ۱۱ فوریهٔ ۱۹۹۶) بازیکن فوتبال اهل انگلستان است که در پست هافبک برای واتفورد در مسابقات قهرمانی فوتبال زنان انگلستان بازی می‌کند.